# Ashe (Sängerin)
Ashlyn Rae Willson (* 24. April 1993 in San José, Kalifornien), bekannt als Ashe, ist eine US-amerikanische Singer-Songwriterin. Bekannt ist sie vor allem für ihren internationalen Hit Moral of the Story im Jahr 2020.

## Biografie
Von Kindheit an lernte Ashlyn Willson Klavierspielen und als Jugendliche schrieb sie eigene Songs. Sie ging mit einem Stipendium ans Berklee College in Boston, wo sie Songwriting und Musikproduktion studierte. Danach ließ sie sich in Nashville nieder und arbeitete in der Musikindustrie hauptsächlich als Songwriterin. Nach und nach traute sie sich mehr zu und trat unter dem Künstlernamen Ashe auch selbst auf, wodurch der schwedische DJ Ben Phipps auf sie aufmerksam wurde. Mit ihr als Sängerin nahm er 2015 den Song Sleep Alone auf. Durch diese Zusammenarbeit gelangte sie in die Electronic-Szene in Chicago und traf unter anderem Whetnan und Louis The Child mit denen sie regelmäßig Songs aufnahm und sie 2017 auf Tour begleitete. Im selben Jahr folgte ein Vertrag mit dem Label Mom+Pop.
Durch den Erfolg im Internet kam es zu zahlreichen weiteren Zusammenarbeiten. Beispielsweise war sie Co-Songwriterin für Demi Lovatos Single You Don´t Do It For Me Anymore. Mit dem Kanadier Shaun Frank gelang ihr im Jahr darauf mit Let You Get Away ein kleinerer Hit, der bei den Juno Awards als Dance-Aufnahme des Jahres nominiert wurde.
Im selben Jahr veröffentlichte sie ihre erste Solosingle Used to It. Die erste EP The Rabbit Hole erschien ein Jahr später. Ihren größten Hit verdankte sie Netflix. In Zusammenarbeit mit Finneas O’Connell, dem Bruder von Billie Eilish, als Produzent entstanden 2019 die beiden EPs Moral of the Story: Chapter 1 und Chapter 2. Der auf der ersten EP enthaltene Titelsong Moral of the Story fand Verwendung in dem im Februar 2020 bei Netflix veröffentlichten Film To All the Boys: P.S. I Still Love You und wurde daraufhin ein weltweiter Hit. In den USA kam zeitgleich auch die EP in die Charts.
Für ihr Debütalbum Ashlyn nahm Ashe Moral of the Story noch einmal mit Niall Horan auf. Es erschien wenig später, blieb aber nur kurz in den US-Albumcharts. Till Forever Falls Apart, ein gemeinsam mit Finneas O’Connell aufgenommener Song, war zwar ebenfalls noch recht erfolgreich, verpasste aber die Charts. Es folgten noch mehrere Singleveröffentlichungen und ein zweites Album mit dem Titel Rae, doch sie konnte an den Erfolg nicht anknüpfen. Auch eine längere Auszeit und das dritte Album Willson im September 2024 brachten sie nicht mehr in die Charts zurück.
Im Juni 2025 verkündeten sie und Finneas O’Connell eine Band namens The Favors gegründet zu haben, ihr Debütalbum The Dream soll am 19. September 2025 erscheinen.

## Diskografie
(Quelle: )
Alben
- The Rabbit Hole (EP, 2018)
- Moral of the Story: Chapter 1 (EP, 2019)
- Moral of the Story: Chapter 2 (EP, 2019)
- The Same / Real Love (Single, 2021)
- Ashlyn (2021)
- Rae (2022)
- Willson (2024)
- The Dream (2025, noch nicht erschienen, im Duo The Favors mit Finneas)

Lieder
- Used to It (2017)
- Girl Who Cried Wolf (2017)
- Moral of the Story (2019)
- Bachelorette (2019)
- In Disguise (2019)
- Cold in California (featuring Gavin Haley, 2019)
- Save Myself (2020)
- Till Forever Falls Apart (mit Finneas, 2021, US: Gold / UK: Silber)
- I’m Fine (2021)
- Another Man’s Jeans (2022)
- Hope Your´e Not Happy (2022)
- Love is Letting Go (featuring Diane Keaton, 2022)
- Running Out of Time (2024)
- I Wann Love You (But I Don't) (2024)
- I hope you die first (2024)
- Pushing Daisies (mit Suki Waterhouse, 2024)
- Have Yourself a Merry Little Christmas (2024)
- The Little Mess You Made (mit Finneas im Duo The Favors, 2025)

Gastbeiträge
- Sleep Alone / Ben Phipps featuring Ashe (2015)
- Can’t Hide / Whethan featuring Ashe (2016)
- Let You Get Away / Shaun Frank featuring Ashe (2016)
- Alive/ Ben Phipps featuring Ashe (2016)
- Recognize/ Win and Woo featuring Ashe (2016)
- Don't Look Back/ Ben Phipps featuring Ashe (2016)
- World on Fire / Louis the Child featuring Ashe (2017)
- Right to It / Louis the Child featuring Ashe (2017, Platz 33 der US-Dancecharts)[1]
- Get Lost / Bearson featuring Ashe (2018)
- Love Me For the Weekend/ Party Pupils, MAX featuring Ashe (2018)
- Never Enough/ craves featuring Ashe (2019)
- Rewind/ Louis Futon featuring Ashe (2019)
- Right Where You Should Be/ Quinn XCII featuring Ashe und Luis Futon (2019)
- Monday/ filous featuring Ashe (2019)
- Friends/ Big Gigantic featuring Ashe (2019)
- Better in College/ Robert DeLong featuring Ashe (2020)
- Sleep While I Drive/ Quinn XCII featuring Ashe (2020)
- Missing You / Stephen Sanchez featuring Ashe (2022)

## Auszeichnungen für Musikverkäufe
| Goldene Schallplatte - Frankreich - 2024: für die Single Moral of the Story - Italien - 2024: für die Single Moral of the Story |

Anmerkung: Auszeichnungen in Ländern aus den Charttabellen bzw. Chartboxen sind in ebendiesen zu finden.
| Land/RegionAuszeichnungen für Musikverkäufe (Land/Region, Auszeichnungen, Verkäufe, Quellen) | Silber  | Gold     | Platin  | Verkäufe  | Quellen         |
| -------------------------------------------------------------------------------------------- | ------- | -------- | ------- | --------- | --------------- |
| Frankreich (SNEP)                                                                            | —       | Gold1    | —       | 100.000   | snepmusique.com |
| Italien (FIMI)                                                                               | —       | Gold1    | —       | 50.000    | fimi.it         |
| Vereinigte Staaten (RIAA)                                                                    | —       | 2× Gold2 | —       | 1.000.000 | riaa.com        |
| Vereinigtes Königreich (BPI)                                                                 | Silber1 | —        | Platin1 | 800.000   | bpi.co.uk       |
| Insgesamt                                                                                    | Silber1 | 4× Gold4 | Platin1 |           |                 |